# 勞動部勞動力發展署北基宜花金馬分署
勞動部勞動力發展署北基宜花金馬分署是勞動部勞動力發展署的所屬機構，位於新北市新莊區。服務區域為臺北市、新北市、基隆市、宜蘭縣、花蓮縣、金門縣以及連江縣，主要提供待業者就業諮詢、職前訓練、在職者的在職訓練、現場考取技術士證照的全國技術士技能檢定、受訓學員專案檢定、即測即評及發證，以及補助並輔導企業團體辦理職業訓練等服務。

## 歷史
2014年2月17日，勞委會職訓局隨勞委會改組成勞動部勞動力發展署後，北區職業訓練中心、泰山職業訓練中心、北基宜花金馬區就業服務中心整合成立勞動部勞動力發展署北基宜花金馬分署。
2024年11月4日，北分署發生公務員輕生案，案件引發職場霸凌爭議後造成勞動部部長請辭、勞發署署長調職、直屬長官勞發署北分署分署長記過免職移送懲戒法院。

## 歷任分署長
| 任別   | 姓名   | 就職時間       | 卸任時間       | 備註                                               |
| 分署長 | 分署長 | 分署長         | 分署長         | 分署長                                             |
| ------ | ------ | -------------- | -------------- | -------------------------------------------------- |
| 1      | 周丁安 | 2014年12月26日 | 2016年9月12日  |                                                    |
| 2      | 林仁昭 | 2016年9月12日  | 2022年7月1日   |                                                    |
| 3      | 賴家仁 | 2022年7月1日   | 2023年3月1日   |                                                    |
| 4      | 謝宜容 | 2023年3月1日   | 2024年11月20日 | 任內發生霸凌部屬爭議遭考績委員會決議記兩大過、免職 |
| 代     | 李燕玲 | 2024年11月20日 | 2025年4月15日  | 副分署長代理                                       |
| 5      | 沈文麗 | 2025年4月15日  | 現任           | 原勞發署訓練發展組組長                             |

## 組織
- 分署長
  - 副分署長
    - 秘書
    - 技正

### 行政業務部門
- 就業促進科
- 諮詢服務與給付科
- 特定對象及學員輔導科
- 自辦訓練科
- 訓練推廣科
- 綜合規劃科
- 秘書室
- 主計室
- 人事室
- 政風室

### 所屬場館
- 五股職業訓練場：

位於新北市五股區。
- 泰山職業訓練場：

位於新北市泰山區。
- 基隆職業訓練場：

位於基隆市中正區。
- 宜蘭職業訓練場：

位於宜蘭縣員山鄉。
- 花蓮職業訓練場：

位於花蓮縣花蓮市。

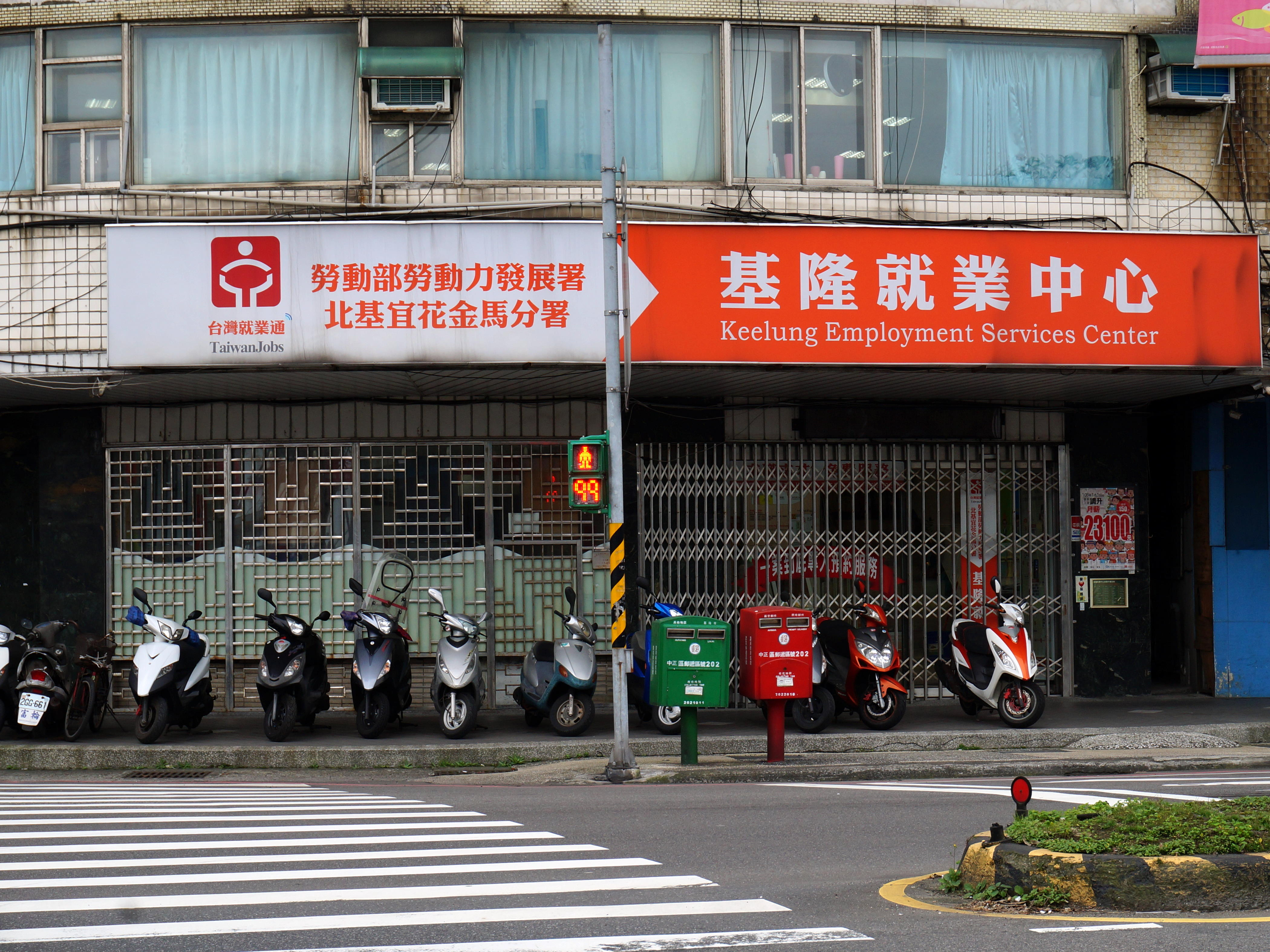
北基宜花金馬分署基隆就業中心

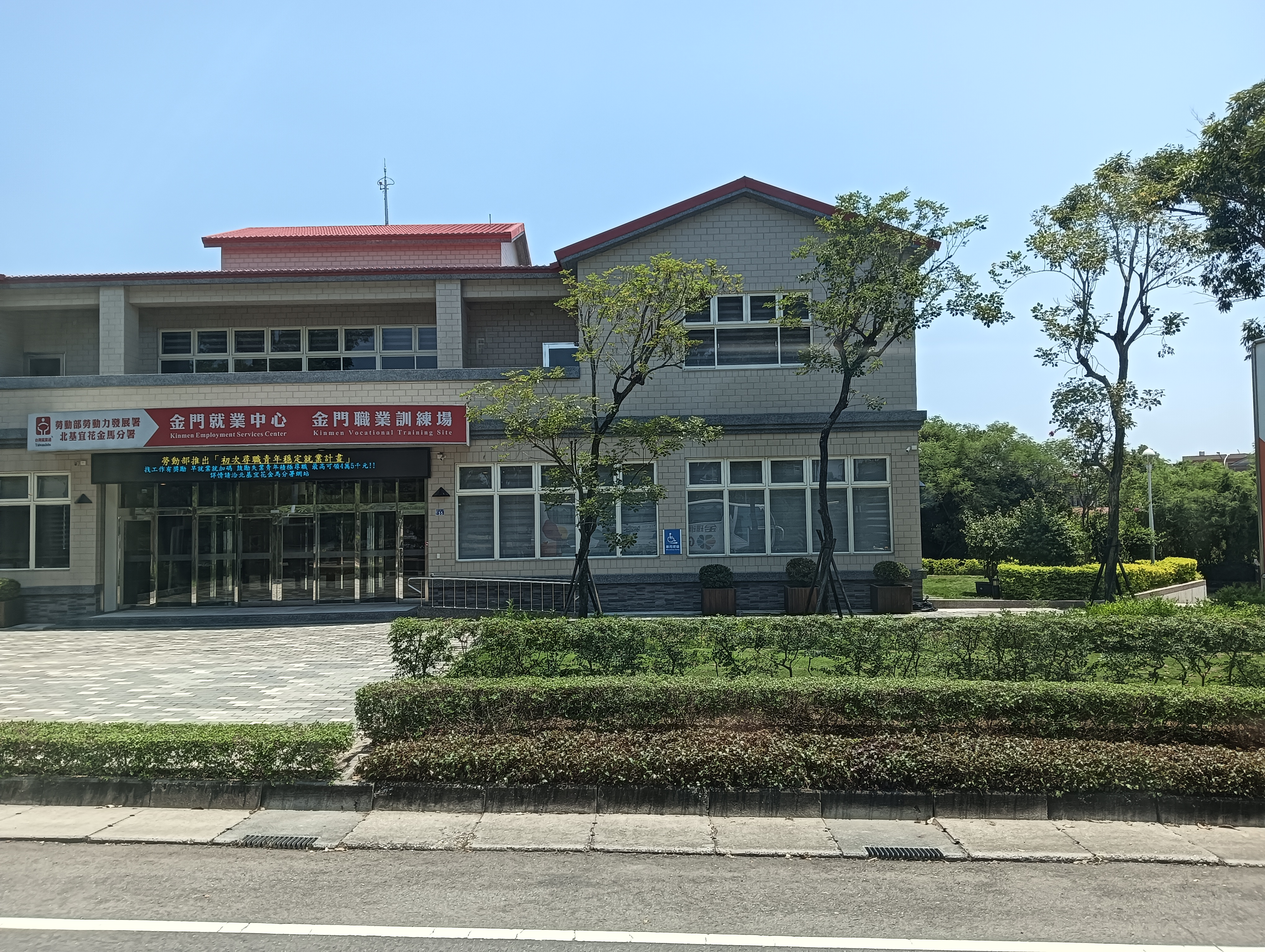
北基宜花金馬分署金門就業中心

- 板橋就業中心（委辦新北市政府，現新北市政府就業服務處板橋就業服務站）：

位於新北市板橋區。
- 新店就業中心（委辦新北市政府，現新北市政府就業服務處中和就業服務站）：

位於新北市中和區。
- 三重就業中心（委辦新北市政府，現新北市政府就業服務處三重就業服務站）：

位於新北市三重區。
- 基隆就業中心：

位於基隆市中正區。
- 羅東就業中心：

位於宜蘭縣羅東鎮。
- 花蓮就業中心：

位於花蓮縣花蓮市。
- 玉里就業中心：

位於花蓮縣玉里鎮。
- 金門就業中心：

位於金門縣金寧鄉。
- 連江就業中心：

位於連江縣南竿鄉。

## 外部連結
- 勞動部勞動力發展署北基宜花金馬分署 （页面存档备份，存于）（繁體中文）（英文）
- 賈北伯JobBebe 勞動力發展署北基宜花金馬分署的Facebook專頁
- YouTube上的勞動部勞動力發展署北基宜花金馬分署頻道